# تعطیلات آخر هفته (فیلم)
تعطیلات آخر هفته (به فرانسوی: Week-end) فیلم کمدی آخرالزمانی‌ست ساختهٔ ژان-لوک گدار، کارگردان فرانسوی، محصول سال ۱۹۶۷. این فیلم جامعه‌ای حریص و طمع‌کار را به تصویر می‌کشد که به سرعت به سوی مهارگسیختگی و هرج‌ومرج حرکت می‌کند.

## خلاصه داستان
کورین (با بازی میری دارک) و رولان (با بازی ژان یان)، زن و شوهر بورژوای پاریسی، نقشه می‌کشند پدر کورین را به قتل برسانند و ثروتش را بالا بکشند. در همان حال، هر یک جداگانه نقشه دیگری را هم در سر می‌پرورانند: هریک خیال دارد به محض این که پول را به دست آورد، دیگری را بکشد و تمام پول را تصاحب کند. صبح روز شنبه، با ماشینشان سراغ پدر کورین می‌روند و او را از کلینیکی که روزهای آخر عمرش را در آن می‌گذراند خارج می‌کنند و به سفری جاده‌ای می‌برند. اما در طول سفر، با جهان موازی دیگری مواجه می‌شوند. جهانی که در آن طبقه الیت و طبقه کارگر، خوش‌گذران‌ها و ولگردها، سیاست و مذهب، کهنه و نو، جهان اول و جهان سوم، انقلابی‌ها و طرفداران وضع موجود، همه و همه در هم می‌ریزند و در نبردی خونین رویاروی هم قرار می‌گیرند.

## بازیگران
- میری دارک در نوش کورین
- ژان یان در نقش رولان
- پل ژگاف در نقش پیانیست
- ژان-پیر لئو در نقش لوئی آنتوان دو سن-ژوست
- بلاندین جینسون در نقش امیلی برونته
- ایو آفونسو در نقش تام انگشتی
- ژولیت برتو در نقش فرد رادیکال

## تولید فیلم
ژان-لوک گدار پیش از ساختن فیلم تعطیلات آخر هفته، به عنوان یکی از شخصیت‌های کلیدی موج نوی فرانسه شناخته شده بود و در هر فیلم (و حتی در صحنه‌های متفاوت یک فیلم واحد) قواعد سینما را از نو خلق می‌کرد. ساخت این فیلم، با نقطه عطفی در زندگی کارگردان و تاریخ فرانسه مصادف شد. فیلم در سال ۱۹۶۷ اکران شد. در این زمان گدار رسماً اعلام کرد مارکسیست لنینیست است و زیر بار روش‌های مرسوم جذب سرمایه برای ساخت فیلم‌هایش نخواهد رفت. روح انقلابی‌گری که در فیلم وجود داشت یک سال بعد در جنبش ۱۹۶۸ فرانسه و قیام دانشجویان نمودار شد.

## جوایز
- برنده جایزه بمبی، ۱۹۶۷
- نامزد خرس طلای جشنواره فیلم برلین، ۱۹۶۷[۲]